# Renacimiento de los dinosaurios
El renacimiento de los dinosaurios es un término acuñado en un número de 1975 de Scientific American por Robert Bakker para describir el renovado interés en la paleontología. Esto se desarrolló desde finales de los años 1960 hasta la década de 1980. Fue causado por un gran aumento en los descubrimientos de dinosaurios, y por nuevas ideas de cómo vivían. El "renacimiento", cambió la forma en que los dinosaurios son representados tanto por ilustradores profesionales como por el público.
El descubrimiento del Deinonychus por John Ostrom en 1964 es uno de los hallazgos fósiles más importantes. Deinonychus era un depredador activo que claramente mató a su presa saltando y acuchillando o apuñalando con su "garra terrible". La evidencia de un estilo de vida verdaderamente activo incluía largas cuerdas de tendones que corrían a lo largo de la cola, lo que la convertía en un duro contrapeso para saltar y correr. Una de las conclusiones fue que al menos algunos dinosaurios tenían un metabolismo elevado, por lo que en algunos casos eran de sangre caliente. Esto fue popularizado por el estudiante de Ostrom Robert Bakker. La impresión de que los dinosaurios son reptiles lentos, de sangre fría y de cerebro pequeño debe ser repensada, al menos para algunos de los carnívoros.

## Principales cuestiones
Estos son los puntos principales:

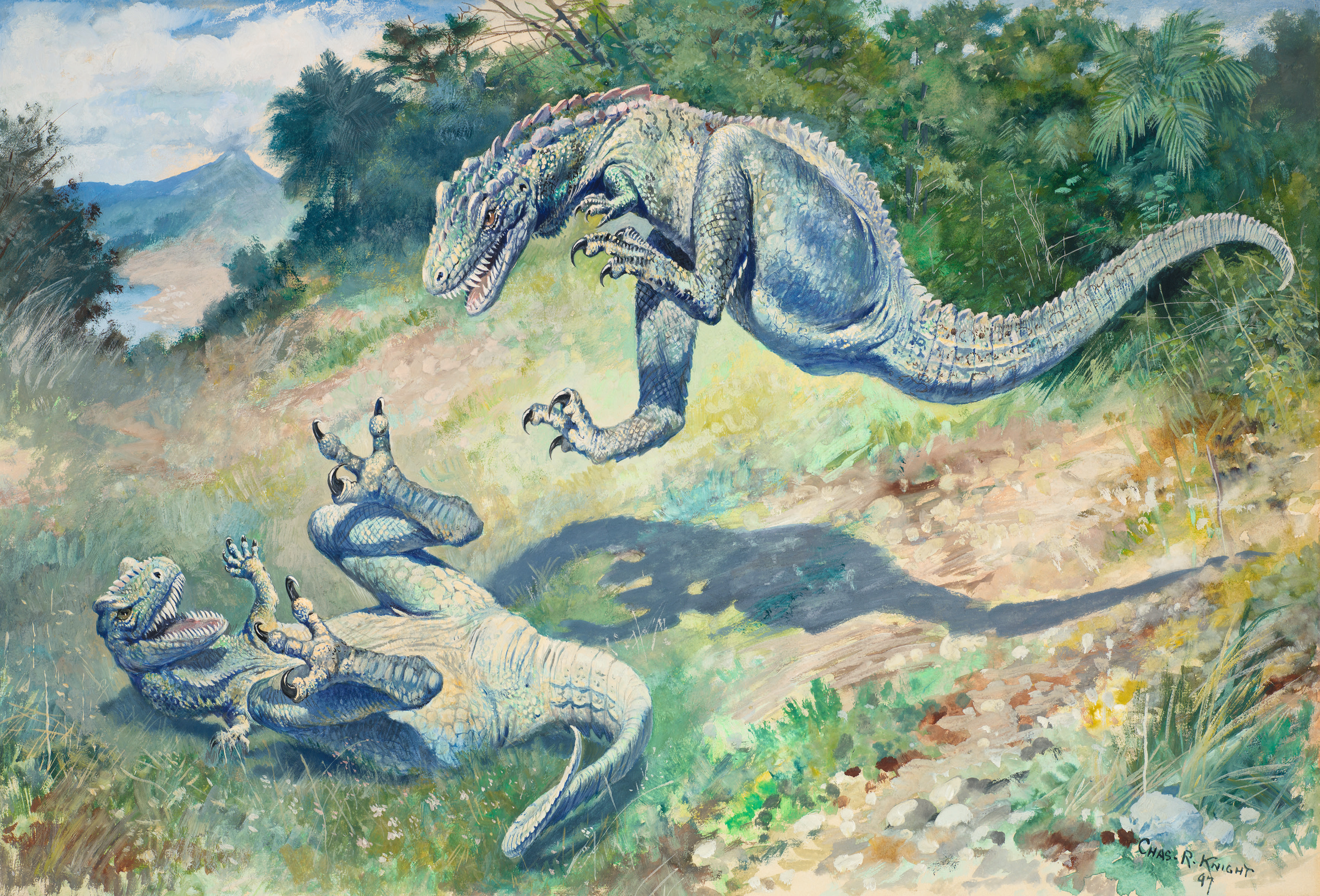
Una pintura de 1897 de "Laelaps" (ahora Dryptosaurus) por Charles R. Knight

- Los dinosaurios son un grupo monofilético natural.[2][3]

- Termorregulación y niveles de actividad. Robert Bakker argumentó que los dinosaurios eran animales activos y de sangre caliente, capaces de soportar períodos prolongados de alta actividad.[4][5][6] Su metodología fue objeto de un intenso debate entre los científicos.[7] Ahora se cree que muchos dinosaurios tienen tasas metabólicas más altas que los reptiles actuales, pero también que la situación es compleja y variada.[8][9] Muchos dinosaurios podrían haber tenido tasas metabólicas intermedias.[10] El descubrimiento de plumas en los dinobird ha sido el argumento a favor de los terópodos más pequeños.[11]

- Comportamiento social de los dinosaurios. Las huellas fósiles sugieren que los dinosaurios saurópodos se movieron en manadas estructuradas, con los adultos rodeando a los juveniles en un anillo protector.[4][12] Los estudios de los nidos de dinosaurios sugieren que el dinosaurio de pico de pato Maiasaura cuidaba de sus crías.[13]

- Movimiento de dinosaurios. El renacimiento de los dinosaurios cambió su representación por parte de los artistas. La ilustración de Bakker de Deinonychus es una de las restauraciones de dinosaurios más reconocidas e icónicas.[14][15] Otro resultado de los hallazgos fósiles modernos es el equilibrio de los dinosaurios bípedos. Los dinosaurios, según se sabe, se mueven con el cuerpo casi horizontal, equilibrado sobre las caderas por una cola larga y a menudo pesada. Esta cola se mantiene rígida gracias a los fuertes tendones que se extienden a lo largo de las vértebras. En muchos dinosaurios adultos, los tendones de la cola se osificaban (parcialmente óseos), manteniendo la cola más rígida.

- Nuevas teorías de extinción. La suposición de que los dinosaurios se extinguieron porque eran inferiores en competencia con los mamíferos es errónea. El iridio, un metal que se encuentra principalmente en los meteoritos, fue encontrado en la capa límite del Cretácico-Terciario. También se encontró el cráter de Chicxulub. Esto sugirió que la extinción había sido causada por un impacto de meteorito. Más tarde, la existencia de las trampas de Deccan al mismo tiempo mostró que también se estaba trabajando en el enorme volcán de las inundaciones.

- Impacto cultural. El renacimiento de los dinosaurios revivió el interés general por los dinosaurios. A esto le ha seguido una avalancha de libros, películas, programas de televisión y publicidad general. Jurassic Park es el ejemplo más conocido de esto.

## Lagerstätten chino
El descubrimiento de nuevos dinosaurios emplumados en China ha mantenido el campo a la vanguardia de la investigación y la atención de la población. Destacan especialmente las formaciones geológicas del Cretácico Inferior en la provincia china de Liaoning, al noreste del país. Los animales que se encuentran allí son conocidos como la biota de Jehol.